# سكة حديد سافونيا
سكة حديد سافونيا ( (بالفنلندية: Savon rata)‏ ; (بالسويدية: Savolaxbanan)‏ ) عبارة عن خط سكة حديد five-foot-gauge (5اقدام (1,524 ملم)) في فنلندا. يبدأ من كوفولا، ويربط جنوب فنلندا بالمناطق الشرقية لجنوب سافو وشمال سافو عبر مدن بيكساماكي، كوبيو وإيسالمي.  

## تاريخه
بدأت خطط بناء خط سكة حديد عبر سافونيا في سبعينيات القرن التاسع عشر. كانت محاذاة الخط مثيرة للجدل وتم اقتراح عدة إصدارات مختلفة. في البداية، تم اقتراح بناء خط غربي شرقي، ولكن سرعان ما تمت التسوية بين الجنوب والشمال. تضمنت الخطط المختلفة لاتجاه الخط Taavetti – Mikkeli – Kangasniemi – Jyväskylä، Taavetti – Mikkeli – Varkaus – Kuopio وKaipiainen –Mikkeli – Suonenjoki –Kuopio، من بين آخرين. في 17 أبريل 1885، قرر البرلمان الفنلندي بناء الخط عبر كوفولا وميكيلي وبييكساماكي وسونينجوكي إلى كوبيو. 
بدأ بناء الخط عام 1886؛ بلغ حجم القوى العاملة ذروته عند 10000 شخص. كان القسم الذي تم الانتهاء منه لأول مرة هو القسم الموجود بين محطتي ميكيلي وكووبيو في عام 1888، لكن مجلس النواب لم يمنح الإذن ببدء حركة المرور.  تم افتتاح خط السكة الحديد كاملا في 1 أكتوبر 1889. تم تمديد الخط فعليًا نحو الساحل الجنوبي في العام التالي عند الانتهاء من خط سكة حديد كوفولا-كوتكا. 
عام 1900 اتخذ البرلمان قرار بتمديد الخط السافوني من كوبيو عبر إيسالمي إلى كاياني. أحد أكبر مشاريع البناء كان الجسر والسد المتصلين فوق نهر كالافيسي، Kallansillat [الإنجليزية].. بدأت حركة المرور إلى إيسالمي في 1 يوليو 1902 وبدأت حركة المرور إلى كاياني في 16 أكتوبر 1904 
عام 1960 بدأ إصلاح وصيانه شاملة للخط السافوني لمدة 15 عامًا، بما في ذلك تسوية العديد من المنحنيات البارزة، حيث أدى ذلك إلى خط أكثر استقامة وسرعات أعلى. تمت إعادة بناء السكة الحديد بشكل فعال بالكامل في بعض النقاط. تم تنفيذ أهم الأعمال بين كوفولا وميكيلي وسونينجوكي وكووبيو. كان أول تغيير رئيسي هو تقويم المنحنى الأول للخط في كوفولا، وتم إجراء تصحيحات كبيرة للمنحنى في فوهيارفي، وهيلوسينسالمي، ومحطة سونينجوكي، وكوركيماكي وبيتكلاهتي في كوبيو، من بين أماكن أخرى. تضمنت العديد من التصحيحات بناء الأنفاق وحفر الأساس. 

## الخدمات
تقوم شركة مجموعة في آر [الإنجليزية]بتشغيل خدمات المسافات الطويلة مع عربات السكك الحديدية من نوع InterCity و Pendolino على سكة حديد سافونيا. 

### الملاحظات
1. ↑  Iltanen, Jussi (2010). Radan varrella: Suomen rautatieliikennepaikat (بالفنلندية). Karttakeskus. ISBN:978-951-593-214-3.
2. ↑  Railway Network Statement 2022 (PDF). Finnish Transport Infrastructure Agency. 30 يونيو 2021. ISBN:978-952-317-812-0. مؤرشف من الأصل (PDF) في 2022-10-31. اطلع عليه بتاريخ 2021-08-21.
3. ↑  Pentikäinen 2014، صفحة 8-9.
4. ↑  Pentikäinen 2014، صفحة 9-12.
5. ↑  Iltanen, Jussi (2010). Radan varrella: Suomen rautatieliikennepaikat (بالفنلندية). Karttakeskus. ISBN:978-951-593-214-3.
6. ↑  Pentikäinen 2014، صفحة 40.
7. ↑  Pentikäinen 2014، صفحة 113–126.
8. ↑  VR long-distance traffic timetable for the period 16 August−11 December 2021 نسخة محفوظة 2022-10-31 على موقع واي باك مشين.

## الروابط الخارجية
قالب:Railway lines in Finland